# Karma (Anxhela Peristeri-dal)
A Karma Anxhela Peristeri albán énekesnő dala, mellyel Albániát képviselte a 2021-es Eurovíziós Dalfesztiválon Rotterdamban. A dal 2020. december 23-án, az albán nemzeti döntőben, a Festivali i Këngësban megszerzett győzelemmel érdemelte ki a dalversenyen való indulás jogát.
Az áthangszerelt verziót március 1-jén mutatták be.

## Eurovíziós Dalfesztivál
2020. október 28-án vált hivatalossá, hogy az énekesnő alábbi dala is bekerült a Festivali i Këngës elnevezésű nemzeti döntő mezőnyébe. Az elődöntőből sikeresen kvalifikálta magát a döntőbe. december 23-án az énekesnő alábbi dalát választotta ki a szakmai zsűri a 2020-as Festivali i Këngës döntőjében, amellyel képviseli hazáját az elkövetkezendő Eurovíziós Dalfesztiválon.
Az Eurovíziós Dalfesztiválon a dalt először a május 20-án rendezett második elődöntőben adta elő, a fellépési sorrendben tizenegyedikként, a grúz Tornike Kipiani You című dala után és a portugál The Black Mamba Love Is on My Side című dala előtt. Az elődöntőből tizedik helyezettként sikeresen továbbjutottak a május 22-i döntőbe, ahol fellépési sorrendben másodikként léptek fel, a Ciprust képviselő Elena Tsagrinou El Diablo című dala után és az Izraelt képviselő Eden Alene Set Me Free című dala előtt. A szavazás során a zsűri szavazáson összesítésben huszadik helyen végeztek 22 ponttal (Máltától maximális pontot kaptak), míg a nézői szavazáson tizenhatodikak helyen végeztek 35 ponttal, így összesítésben 57 ponttal a verseny huszonegyedik helyezettjei lettek.